# Rszew
Rszew (dawn. Rżew, w latach 1970. Rszew PGR) – dawniej samodzielna miejscowość, od 1988 część miasta Konstantynowa Łódzkiego w województwie łódzkim, w powiecie pabianickim. Leży w północno-zachodniej części Konstantynowa, w rejonie ulicy Nadrzecznej.
Zachowało się rozplanowanie pofolwarczne, które obecnie dominuje zabudowa zlikwidowanego PGR-u.

## Historia
Rszew to dawny folwark, od 1867 w gminie Rszew, której był siedzibą. W okresie międzywojennym należał do powiatu łódzkiego w woj. łódzkim. 1 kwietnia 1927 zniesiono gminę Rszew, a Rszew włączono do gminy Rąbień. 1 września 1933 wszedł w skład nowo utworzonej gromady Rszew w granicach gminy Rąbień, składającej się z folwarku Rszew i kolonii Rszew. Podczas II wojny światowej włączona do III Rzeszy.
Po wojnie miejscowość powróciła do powiatu łódzkiego woj. łódzkim, lecz już jako składowa gromady Niesięcin (gromadę Rszew zniesiono), jednej z 10 gromad gminy Rąbień. W związku z reorganizacją administracji wiejskiej jesienią 1954, dotychczasowa gromada Niesięcin weszła w skład nowej gromady Rąbień.
W kolejnych latach były folwark Rszew odłączono od kolonii Rszew i ustanowiono w nim odrębną miejscowość o nazwie Rszew PGR; natomiast Kolonia Rszew (nazywana odtąd po prostu Rszewem), ustanowiła wraz z Niesięcinem, Rszewkiem oraz nową miejscowością Rszew-Legionowo odrębny zespół miejscowości o nazwie Niesięcin. W 1971 roku ludność zespołu miejscowości Niesięcin wynosiła 418, natomiast miejscowość Rszew PGR liczyła 122 mieszkańców.
Od 1 stycznia 1973 w gminie Aleksandrów Łódzki. W latach 1975–1987 miejscowość należała administracyjnie do województwa łódzkiego.
1 stycznia 1988 Rszew (231,65 ha) włączono do Konstantynowa Łódzkiego.

## Nazewnictwo
Nazwę Rszew wykorzystywano w różnych okresach dla różnych miejscowości w skupieniu rszewskim. Historycznie Rszewem nazywano zarówno folwark Rszew jak i wieś Rszew (obecnie Rszewek); wyróżnikiem był różny charakter osadniczy obu miejscowości. Po przemianowaniu w latach 1970. byłego folwarku Rszew na Rszew PGR (i odłączeniu go od kolonii Rszew), Rszewem nazywano przejściowo właśnie Kolonię Rszew.
W granicach Konstantynowa znajduje się także nowe skupienie osadnicze o nazwie Rszew-Legionowo.